# أنيل
أنيل هي بلدية فرنسية تقع في إقليم الأردين في منطقة غراند إيست.   